# 잠엽충

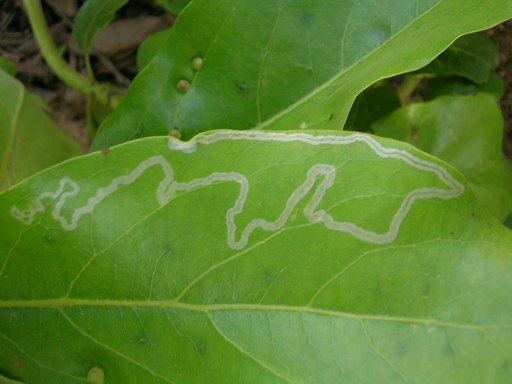
잠엽충이 잎사귀를 갉아먹고 지나간 흔적

잠엽충(潛葉蟲, Leaf miner)은 유충 단계에 식물의 잎을 파먹으며 살아가는 곤충을 의미한다. 나비목 나방, 잎벌아목, 파리목 곤충 일부가 여기 속하며 딱정벌레목에서도 여기 속하는 경우가 있다.
나무 속에서 사는 벌레들처럼, 잠엽충 역시 잎사귀 안에 살면서 포식자로부터 몸을 피할 수 있다. 셀룰로스가 가장 적게 함유된 잎층을 주식으로 삼아 살아간다. 로부르참나무에서 서식하는 잠엽충의 경우 탄닌이 적게 함유된 잎층에서 살아간다.
잠엽충이 잎사귀를 먹으며 지나간 경로의 모양이나, 잠엽충이 살아가는 잎층은 종을 동정하는데 사용되기도 한다. 기생하는 식물의 종도 동정에 이용된다. 잎사귀의 일부가 변색되는 것을 두고 식물이 잠엽충에 대응하는 방어기작을 펼치는 것이라고 보는 학자들도 있다.